# Websteroprion armstrongi
Websteroprion armstrongi ist ein fossiler Ringelwurm aus der Gruppe der Vielborster, der vor etwa 400 Millionen Jahre gelebt hat. Er wurde 2017 von einer Forschergruppe um den schwedischen Wissenschaftler Mats E. Eriksson auf der Basis fossiler Kieferteile (Scolecodonten) erstbeschrieben und nach dem amerikanischen Bassisten der Band Cannibal Corpse, Alex Webster, sowie nach Derek K. Armstrong, der die Überreste gefunden und gesammelt hat, benannt. Die Fossilien stellen die größten der bisher paläontologisch bekannten Mundwerkzeuge von Meereswürmern dar und weisen auf einen räuberisch lebenden Wurm von mehr als einem Meter Körperlänge hin.

## Beschreibung
Die Erstbeschreibung von Websteroprion armstrongi erfolgte auf der Basis verschiedener für Vielborster typischer Teile des Kiefers, den Scolecodonten. Dabei handelte es sich vor allem um dreidimensionale Abgüsse und nur teilweise um tatsächliche überlieferte Kieferteile. Die Kiefer sind dabei die längsten aller paläontologisch überlieferten Mundwerkzeuge innerhalb der Vielborster mit einer Länge der Maxillen von mehr als einem Zentimeter und weisen auf einen großen und räuberisch lebenden Meereswurm hin.
Die Gesamtlänge des Meereswurms wird auf der Basis der Kieferelemente auf mehr als einen Meter geschätzt und entspricht damit der heute lebender Bobbitwürmer (Eunice aphroditois).

## Fundort und zeitliche Einordnung
Die Fossilien stammen aus einer Sammlung von Fossilien aus der Kwataboahegan-Formation in Ontario, Kanada. Sie werden dem frühen mittleren Devon zugeordnet und auf ein Alter von etwa 400 Millionen Jahren auf die Zeit des Emsium bis  Eifelium datiert.

## Systematik und Etymologie
Die systematische Zuordnung der Art erfolgte in die ebenfalls neu beschriebene Gattung Websteroprion, die aufgrund der Zahnstrukturen als basaler Vertreter in die Aciculata gestellt wurde. Nach Eriksson und Kollegen weist Websteroprion dabei Merkmale auf, die mit denen der Vertreter der Onuphidae und der Eunicidae übereinstimmen und damit eine Zuordnung in eine gemeinsame Gruppe Labidognatha rechtfertigen. Eine konkrete Zuordnung in eine der beiden Familien wird dabei nicht vorgenommen (Incertae Familiae).

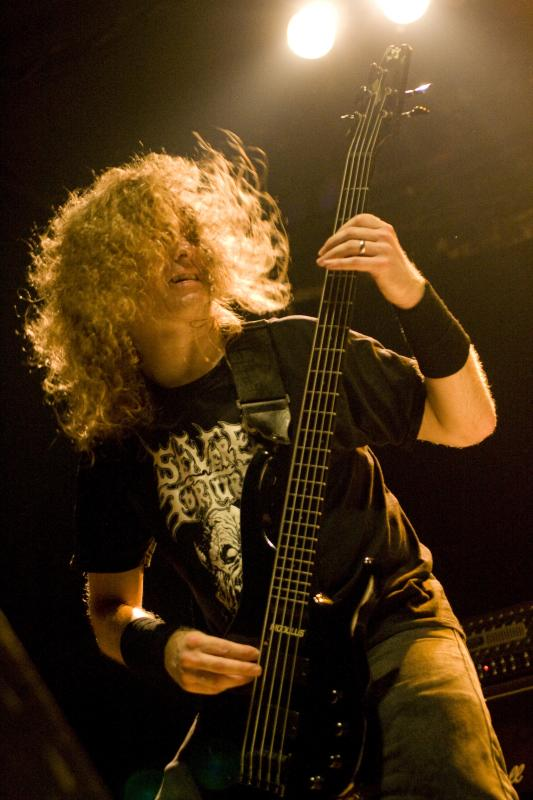
Alex Webster, 2010

Die Benennung der Gattung erfolgte nach dem Bassisten der amerikanischen Death-Metal-Band Cannibal Corpse, Alex Webster. In der Erstbeschreibung bezeichnete Eriksson Webster als Giganten unter den Bassisten und ergänzte den Namen durch den Zusatz ‘prion’ für „Säge“. („Named after Alex Webster – a ‘giant’ of a bass player – combined with ‘prion’ meaning saw.“) Eriksson benannte bereits 2006 den Meereswurm Kalloprion kilmisteri nach dem britischen Musiker Lemmy Kilmister und 2012 Kingnites diamondi nach dem dänischen Musiker King Diamond.
Die Artbezeichnung erfolgte nach Derek K. Armstrong, der die Überreste gefunden und gesammelt hat.

## Belege
1. 1 2 3 4 5 6  Mats E. Eriksson, Luke A. Parry, David M. Rudkin: Earth’s oldest ‘Bobbit worm’ – gigantism in a Devonian eunicidan polychaete Scientific Reports 7, 43061 (2017); doi:10.1038/srep43061
2. ↑  Mats E. Eriksson: Polychaete jaw apparatuses and scolecodonts from the Silurian Ireviken Event interval of Gotland, Sweden. GFF 128 (2), 2006; S. 97–101, doi:10.1080/11035890601282097
3. ↑  Mats E. Eriksson, Olle Hints, Claes F. Bergman: Kingnites diamondi gen. et sp. nov., an exceptionally large Silurian paulinitid (Annelida; Polychaeta) from shallow marine settings of Baltoscandia. GFF 134 (3), 2012; S. 217–224 (Abstract (Memento des Originals vom 14. März 2014 im Internet Archive)  Info: Der Archivlink wurde automatisch eingesetzt und noch nicht geprüft. Bitte prüfe Original- und Archivlink gemäß Anleitung und entferne dann diesen Hinweis.)